# Spin-O-Rama
Spin-O-Rama of Spinorama was een Amerikaans platenlabel, dat onder meer jazz, gospel, doo-wop, country, musicalmuziek en easy listening opnieuw uitbracht. Het was een budgetlabel en maakte deel uit van Premier Albums. Het werd in 1959 opgericht en was actief tot begin jaren zeventig.
Op het label kwam muziek uit van The Ink Spots, Sarah Vaughan, Jesse Crawford, Little Richard, Nina Simone, Ray Charles, Billie Holiday, Memphis Slim, Pérez Prado, Al Goodman, Duke Ellington, Lionel Hampton en Tommy Dorsey.

## Voetnoot
1. ↑  Volgens website Rateyourmusic.com